# Die Folterkammer des Hexenjägers
Die Folterkammer des Hexenjägers ist ein US-amerikanischer Horrorfilm von Roger Corman mit Vincent Price und Debra Paget in ihrer letzten Filmrolle. Der Film basiert vorgeblich auf „The Haunted Palace“, einem Gedicht von Edgar Allan Poe, tatsächlich aber auf dem Roman Der Fall Charles Dexter Ward (1927 geschrieben, 1941 veröffentlicht) des amerikanischen Schriftstellers H. P. Lovecraft.

## Handlung
Die Kleinstadt Arkham in Neu-England im Osten Nordamerikas. Hier spielen sich im Jahre 1765 unheilvolle Dinge ab – junge Mädchen sollen spurlos verschwunden sein. Bald haben die Einwohner Joseph Curwen als Schuldigen und als Hexenmeister entlarvt, der tatsächlich, gemeinsam mit seiner Geliebten Hester, eigentümliche Rituale an den Mädchen vollzieht. Das letzte Mädchen bleibt jedoch unversehrt. Dennoch rottet sich ein Lynchmob zusammen und rückt, mit Fackeln bewaffnet, auf den Curwen’schen Palast vor, wo der Hexenmeister die Mädchen als willige Sklavinnen halten soll. Curwen wird von den Dörflern mitgeschleift und anschließend auf einem Scheiterhaufen verbrannt, während Hester verschont bleibt. Doch Joseph Curwen tritt nicht aus dieser Welt ab, ohne einen letzten Fluch über diejenigen auszusprechen, die ihn zur Hölle befördert haben, allen voran den bulligen Anführer des Mobs, Ezra Weeden. Fortan werden in Arkham nur noch missgestaltete Kinder geboren.
110 Jahre später, im Jahre 1875. Ein Fremder kommt in Arkham an, der sich als Curwens direkter Nachfahre herausstellt: Er heißt Charles Dexter Ward, hat seine hübsche Frau Anne mitgebracht, und zieht in Curwens einstiges Schloss ein. Er weiß keine Details über Curwens Verbindung mit den diabolischen Mächten. Der Empfang des Ehepaars durch Arkhams Bürger fällt nicht gerade warmherzig aus, denn über Generationen hinweg hat sich, dank des ausgesprochenen Fluches, Curwens Antlitz, das dem Wards zum Verwechseln ähnlich sieht, in das kollektive Gedächtnis der Arkhamer eingebrannt. Und tatsächlich steht Ward schon bald unter dem Bann seines Ahnen und nimmt mit Hilfe eines magischen Buches Verbindung mit den finsteren Mächten auf. Zeitgleich entfremdet sich Charles Dexter immer mehr von seiner lieben Gattin, die die Gründe für Persönlichkeitsveränderung ihres Ehemanns nicht so recht nachvollziehen kann. Derweil greift im Ort selbst die Panik um sich. In einem Gemisch aus realer Furcht und mittelalterlichem Aberglauben, dass Curwen möglicherweise aus der Hölle zurückgekehrt sei, um sich an Arkham und seinen Bewohnern zu rächen, überlegt man fieberhaft, wie man Curwens Nachfahren schnellstmöglich wieder loswerden könne.
Charles und Anne freunden sich ein wenig mit dem ortsansässigen Arzt, Marinus Willet, an. Er als Akademiker ist sehr viel vernunftsbetonter als die anderen Arkhamer und erklärt den beiden Neuankömmlingen, woher die Angst und die Ablehnung der Bewohner kommt. Nun erfährt das Ehepaar Ward von den Umständen, die zu Curwens Tod führten und auch, dass man die Missbildungen auf Curwens vor 110 Jahren ausgesprochen Fluch schiebt. Es gebe ein schwarzes Zauberbuch, das Necronomicon, von dem die Dörfler glauben, dass es sich in Curwens Besitz befand und dass Curwen es dazu benutzte, um die Fabelwesen-Götter Cthulhu und Yog-Sothoth zu beschwören. Curwens Plan soll gewesen sein, Frauen mit diesen phantastischen Gottwesen zu vereinen, um eine neue Rasse von Übermenschen zu schaffen. So ganz kann das Experiment nicht geklappt haben, denn infolge der Rituale sei es zu den bekannten Missbildungen gekommen. Die Stadtbewohner hätten, so Dr. Willet, fürchterliche Angst davor, dass Curwen in Gestalt von Charles zurückgekommen sei, nicht nur um Rache an Arkham und einen Bewohnern nehmen zu können, sondern auch, um sein grausiges Experiment zu vollenden. Dr. Willet rät dem Ehepaar Ward, die Stadt so bald wie möglich wieder zu verlassen.
Curwens Geist ergreift nun immer mehr die Macht über Charles, und dieser scheint von Tag zu Tag stärker unter dessen Kontrolle zu stehen. Charles besteht darauf, dass er und Anne in Arkham bleiben. Eines Nachts kann sich Charles überhaupt nicht mehr dem Willen Curwens entziehen und verschmilzt beinah mit ihm. Curwens Macht wird noch größer, als er sich mit zwei weiteren Hexenmeistern zusammentut, Simon und Jabez, die ebenfalls Macht über den Geist ihrer beiden Vorfahren ergriffen haben. Sie beginnen ihre Arbeit fortzusetzen und planen auch Hester wiederzubeleben. Curwens Einfluss auf Charles ist noch nicht total, und der tote Hexenmeister erzählt Simon und Jabez, dass Charles noch immer spirituell Widerstand leiste. Nichtsdestotrotz beginnt Curwen/Charles mit seinem Rachefeldzug. Als erstes trifft es Edgar Weeden, der Nachfahre von Ezra Weeden, der ihn einst auf den Scheiterhaufen fesseln ließ. Er lässt dessen deformierten Sohn aus dem verschlossenen Zimmer und hetzt ihn auf den eigenen Vater. Peter Smith, Nachkomme des Micah Smith, wird mit Feuer attackiert, sodass dieser verbrennt und Curwen im Körper von Charles versucht, Anne zu vergewaltigen. Die wiederum sucht Schutz bei Dr. Willet während Curwen/Charles den Arzt glauben machen will, dass Anne wahnsinnig geworden sei und phantasiere. Mit Simons und Jabez’ Hilfe gelingt es dem Hexenmeister sogar, Hester wieder zum Leben zu erwecken.
Nachdem die Bewohner Peter Smiths verkohlten Leichnam aufgefunden haben, wiederholt sich die Geschichte. Erneut rotten sich die Bürger Arkhams zusammen und organisieren einen Sturmmarsch auf den Palast des vermeintlichen Hexenmeisters. Anne organisiert mit Dr. Willet einen Fluchtplan, um Charles vor dem tobenden Mob zu retten. Man will durch einen Geheimgang zu dem schlosseigenen, unterirdischen Verlies gelangen, um von dort ins Freie zu entkommen. Doch Curwen besitzt mittlerweile die totale Kontrolle über Charles Dexter Ward, und dieser lauert, gemeinsam mit Simon, Jabez und Hester, dem Arzt und Wards Ehefrau auf. Im Verlies ist das Ritual des Hexenmeisters bereits so weit vorangeschritten, dass eine neue, monströse Kreatur geschaffen wurde. Diesem Wesen wollen die Hexenmeister Anne zur Braut geben. Währenddessen hat der Mob oben das Schloss gestürmt und begonnen es zu verwüsten. Als das große Bildnis Curwens im Saal zerstört wird, ist damit auch der Fluch Curwens über Charles gebrochen. Wieder er selbst sieht Charles, wohin ihn der ganze Wahnsinn getrieben hat, befreit seine Frau Anne und übergibt sie an Dr. Willet mit der Bitte, sie sicher aus dem Palast zu bringen. Der Arzt rettet Anne ins Freie, kehrt aber in den brennenden Palast zurück, um auch Ward, der mittlerweile vorübergehend wieder in die Fänge von Curwens Kumpane geraten ist, sicher aus dem Gebäude herauszuholen. Die anderen Hexenmeister fliehen angesichts ihrer aussichtslosen Lage vor den Flammen und dem Mob und lassen Charles schwer verletzt zurück. Mit Mühen kann Dr. Willet auch Charles aus dem Schloss geleiten. In der Schlussszene wird jedoch klar, dass Curwens Geist noch immer Macht über Körper und Geist seines Nachfahren Charles Dexter Ward besitzt.

## Synchronisation
Die deutsche Synchronfassung entstand bei der Hermes Synchron, West-Berlin. Ingo Hermes schrieb das Dialogbuch und führte Regie.
| Rolle                                                         | Darsteller        | Synchronsprecher    |
| ------------------------------------------------------------- | ----------------- | ------------------- |
| Joseph Curwen / Charles Dexter Ward, sein Nachfahre           | Vincent Price     | Arnold Marquis      |
| Anne Ward, Wards Frau                                         | Debra Paget       | Almut Eggert        |
| Priam Willet / Dr. Marinus Willet, Arzt                       | Frank Maxwell     | Horst Niendorf      |
| Simon Orne, der Palastverwalter                               | Lon Chaney junior | Eduard Wandrey      |
| Micah Smith / Peter Smith                                     | Elisha Cook       | Otto Czarski        |
| Benjamin West / Jacob West                                    | John Dierkes      | Wolfgang Amerbacher |
| Ezra Weeden, Anführer des Mobs / Edgar Weeden, sein Nachfahre | Leo Gordon        | Hans Walter Clasen  |

## Produktionsnotizen
Der Film entstand im April/Mai 1963 und wurde am 28. August 1963 uraufgeführt. Die deutsche Premiere fand erst am 24. Oktober 1969 statt.
Die Herstellungsleitung lag in den Händen von James H. Nicholson und Samuel Z. Arkoff. Die Filmbauten entwarf Daniel Haller.

## Kritiken
„Gut aussehender aber unbedeutender Film.“

„Schwerfällige Horrorkomödie, zu langsam für Chancen für die handfeste Besetzung.“

„Formal zwar über dem Durchschnitt des Genres, gleichzeitig aber geschmäcklerisch und drastisch; oberflächlich in dem Versuch, die Grenzen vom Sinnlich-Begrifflichen zum Übersinnlichen zu überschreiten.“